# Jolanta Janucik
Jolanta Janucik – polska śpiewaczka operowa (sopran) i pedagog.
Absolwentka Akademii Muzycznej im. Fryderyka Chopina w Warszawie (klasa Haliny Słonickiej). Debiutowała w Teatrze Wielkim w Łodzi w 1992 (Neala w Parii Moniuszki). Śpiewała również m.in. w Alber Concert Theater w Monachium, Operze Bałtyckiej i Landestheater w Coburgu. Pedagog Uniwersytetu Muzycznego Fryderyka Chopina w Warszawie (prowadzi klasę śpiewu solowego, początkowo była asystentką Haliny Słonickiej), doktor habilitowana (od 19 września 2011). Prodziekan Wydziału Wokalno-Aktorskiego UMFC (2016-2020). W obecnej kadencji 2020-2024  pełni funkcję Kierownika Katedry Wokalistyki UMFC. Przez kilka lat prowadziła klasę śpiewu solowego również w Keimyung Chopin Academy of Music w Daegu. Wśród jej wychowanek były laureatki krajowych i międzynarodowych konkursów wokalnych: m.in. Anna Simińska, Justyna Samborska, Adriana Ferfecka, Joanna Motulewicz, Gabriela Gołaszewska. Za całokształt pracy dydaktycznej została uhonorowana Nagrodą Rektora II stopnia i Odznaką Honorową „ Zasłużony dla Kultury Polskiej”